# Olavo Egídio de Souza Aranha Jùnior
Olavo Egídio de Souza Aranha Jùnior (* 1. Februar 1887 in São Paulo; † 22. Juli 1972 in Rio de Janeiro) war ein brasilianischer Bauunternehmer.

## Leben
Olavo Egídio de Souza Aranha Jùnior war der Sohn von Vicentina de Sousa Queirós de Sousa Aranha und Olavo Egídio de Sousa Aranha. Er besuchte die Realschule des Matthias-Claudius-Gymnasium Hamburg im Bezirk Wandsbek und absolvierte 1904 die Polytechnische Lehranstalt. Ab 1905 schloss er eine Buchhalterausbildung an und studierte von 1909 bis 1910 Architektur und Ingenieurwesen an der École polytechnique Paris.
1919 gründete er mit Sérgio Alberto Monteiro de Carvalho e Silva die Cia Técnica Brasileira de Engenharia Civil e Arquitectura als Monteiro & Aranha Engenharia Comérci e Indústria (heute Grupo Monteiro Aranha) mit Sitz in Rio de Janeiro und São Paulo. In Rio de Janeiro realisierte das Bauunternehmen zahlreiche Bauwerke, darunter den Pavilhão de Honra da França auf der Exposição Internacional do Centenário da Independência und die bereits wieder rückgebaute Academia Brasileira de Letras.
Aranha spielte eine wesentliche Rolle bei der Industrialisierung Brasiliens im Bereich der Automobilindustrie. In einer Gesellschaft mit Joquim Monteiro de Carvalho, dem Sohn seines Geschäftspartners Sérgio Alberto und mit der Volkswagen do Brasil Ltda. errichtete er 1951 in São Paulo eine Completely Knocked Down und eine Fließbandfertigung für den VW Brasil.